# Моль, Бальтазар Фердинанд
Бальтазар Фердинанд Моль (нем. Balthasar Ferdinand Moll; 4 января 1717, Инсбрук, Тироль — 3 марта 1785, Вена) — австрийский скульптор позднего барокко.

## Биография
Бальтазар Фердинанд происходил из тирольской семьи скульпторов. Его первым обучением занимался отец Николаус Моль. В 1738 году Бальтазар Фердинанд поступил в Венскую академию изобразительных искусств, но его настоящее обучение связано с мастерской знаменитого венского скульптора Георга Рафаэля Доннера.
Вначале Моль выполнял при венском дворе мелкие декоративные работы, но постепенно он стал одним из ведущих представителей позднего южно-немецкого и австрийского барокко (Frühbarock). В 1739 году он украсил кафедру церкви Сервитов в Вене монументальными фигурами, олицетворяющими добродетели Веры, Любви и Надежды. Статуэтки из ореха и окрашенной слоновой кости (хранятся в Метрополитен-музее в Нью-Йорке) послужили подготовительными боццетти (моделями).
Произведения скульптора в Вене включают около двадцати надгробий императорской семьи Габсбургов в Императорской крипте, особенно его шедевр: сложный двойной саркофаг в стиле рококо императрицы Марии Терезии и её мужа императора Франца I Стефана Лотарингского, над которым Моль работал с 1751 по 1772 год. Изображения полулежащих фигур царственных супругов сделаны в натуральную величину; они будто смотрят друг на друга, а путто позади них держит над ними гирлянду из звёзд. Рельефы саркофага изображают важные сцены их жизни: торжественный вход Франца Стефана во Флоренцию в качестве эрцгерцога Тосканского, коронацию во Франкфурте-на-Майне, коронацию в Праге как короля Богемии и церемонию коронации Марии Терезии в Пресбурге как королевы Венгрии. Из четырёх углов саркофага скорбящие статуи показывают короны и гербы Священной Римской империи, Венгрии, Богемии и Иерусалима.
Фердинанд Моль также создал надгробный памятник генералу графу Леопольду Дауну (умер в 1766 году) у стены капеллы Георга в церкви августинцев в Вене.
Он также работал над саркофагами императора Карла VI (со знаменитым черепом с короной Священной Римской империи), его жены императрицы Елизаветы Кристины и императора Иосифа I.
Он украсил многочисленные австрийские церкви, дворцы и замки статуями, барельефами и распятиями. Он также участвовал в украшении статуями Триумфальной арки императора Леопольда II в Инсбруке.
В 1781 году он создал конные статуи императора Франца II в Бурггартене и фельдмаршала Йозефа Венцеля Фюрста Лихтенштейна. Скульптору приписывается конная статуя императора Франца I Стефана Лотарингского. Он же является автором некоторых надгробий в соборе Святого Стефана.
С 1751 по 1754 год Бальтазар Фердинанд Моль преподавал в Венской академии изобразительных искусств. Одним из его учеников был оригинальный скульптор Франц Ксавер Мессершмидт.

## Галерея

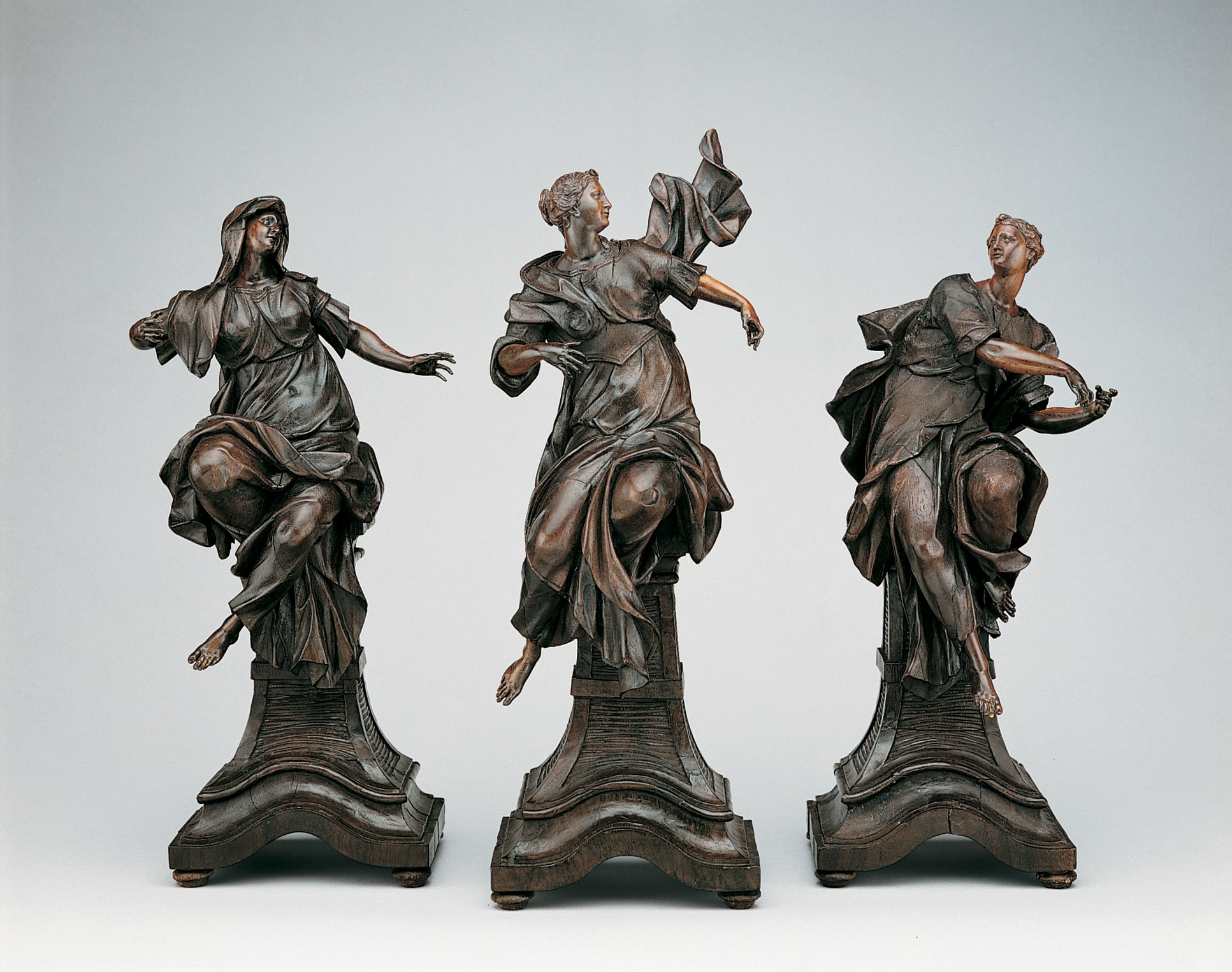
Вера, Надежда, Любовь. 1739–1740. Дерево, слоновая кость. Метрополитен-музей, Нью-Йорк
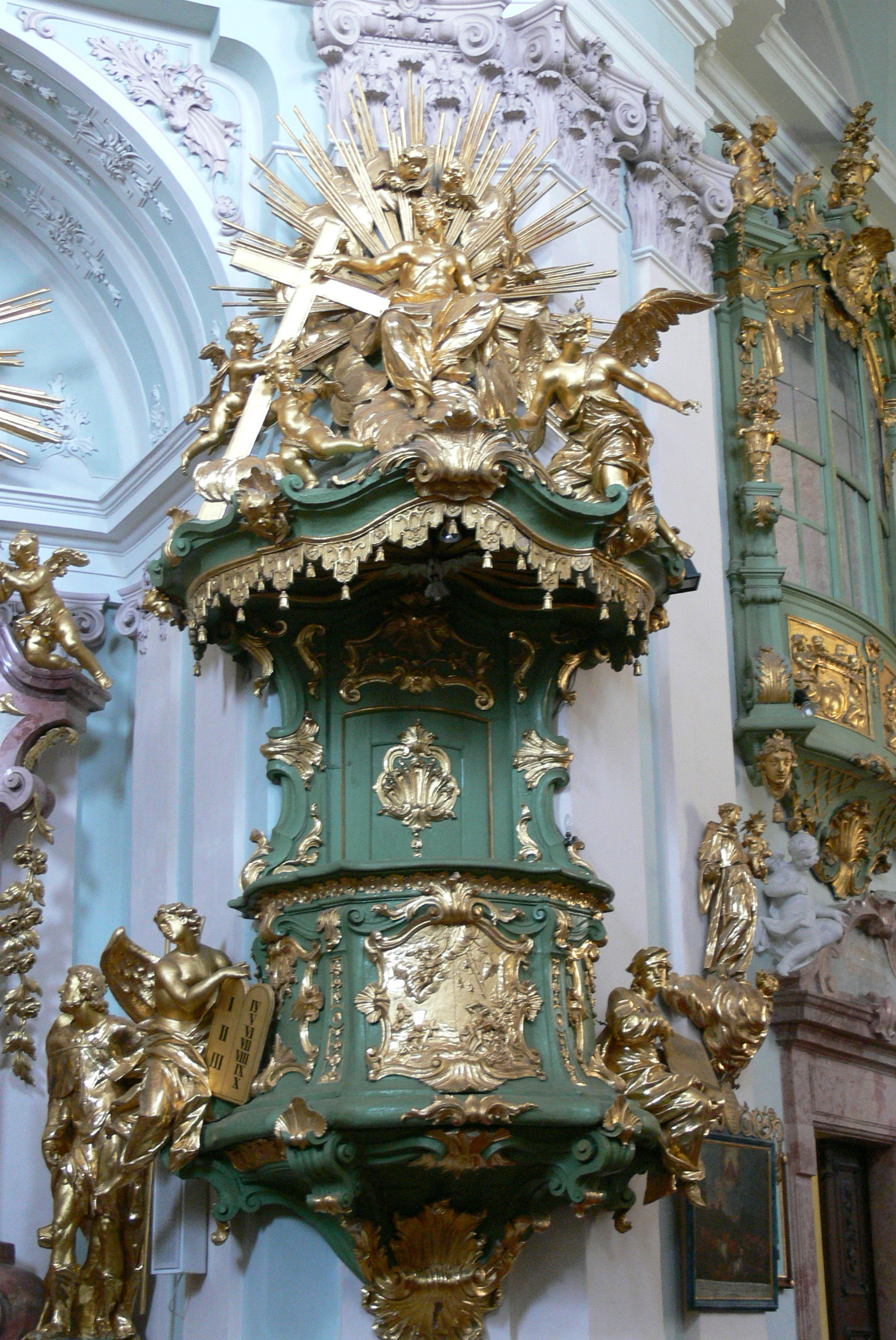
Кафедра. 1744. Церковь Марии, Хафнерберг, Австрия
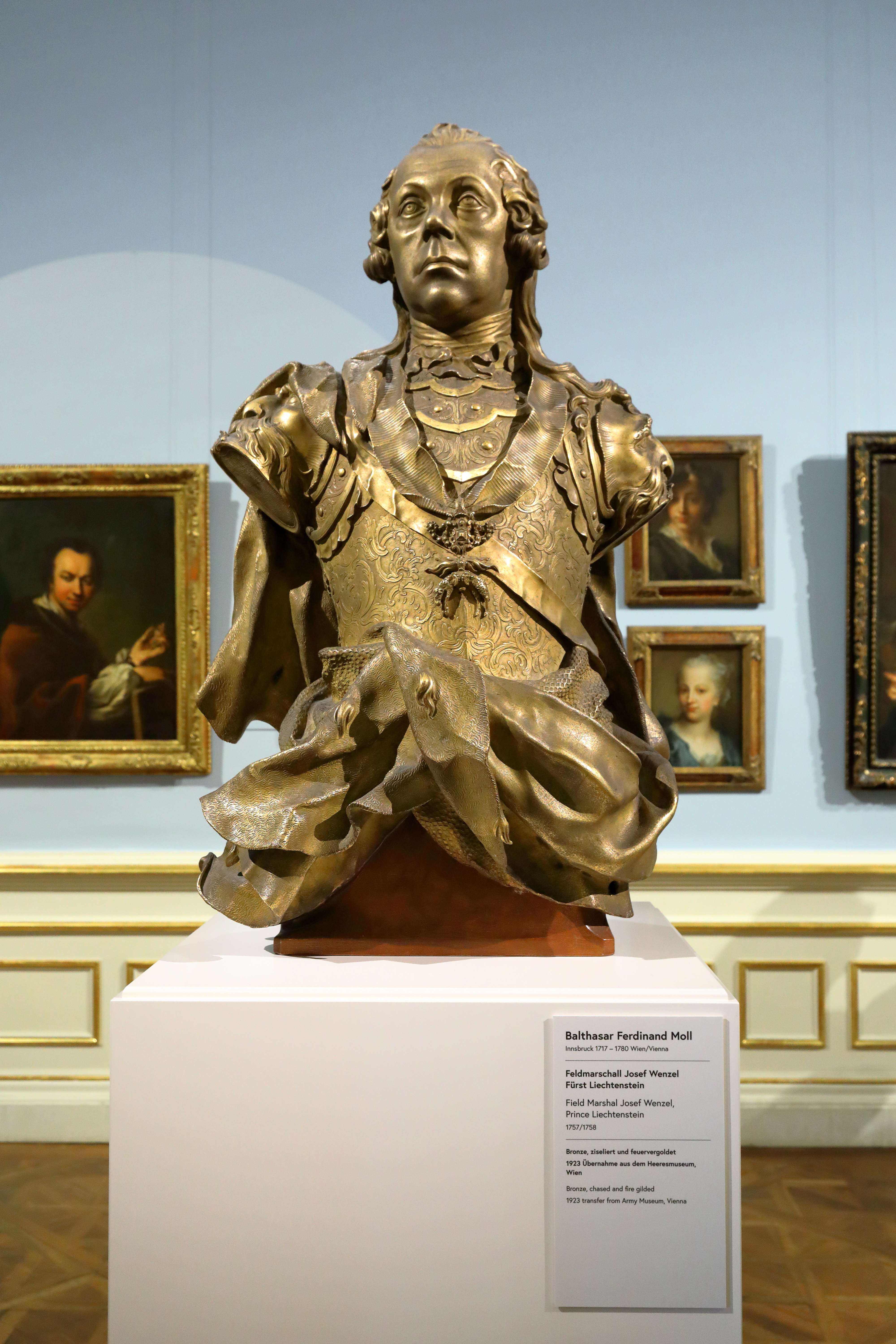
Йозеф Венцель фон Лихтенштейн. 1758. Бронза. Верхний Бельведер, Вена
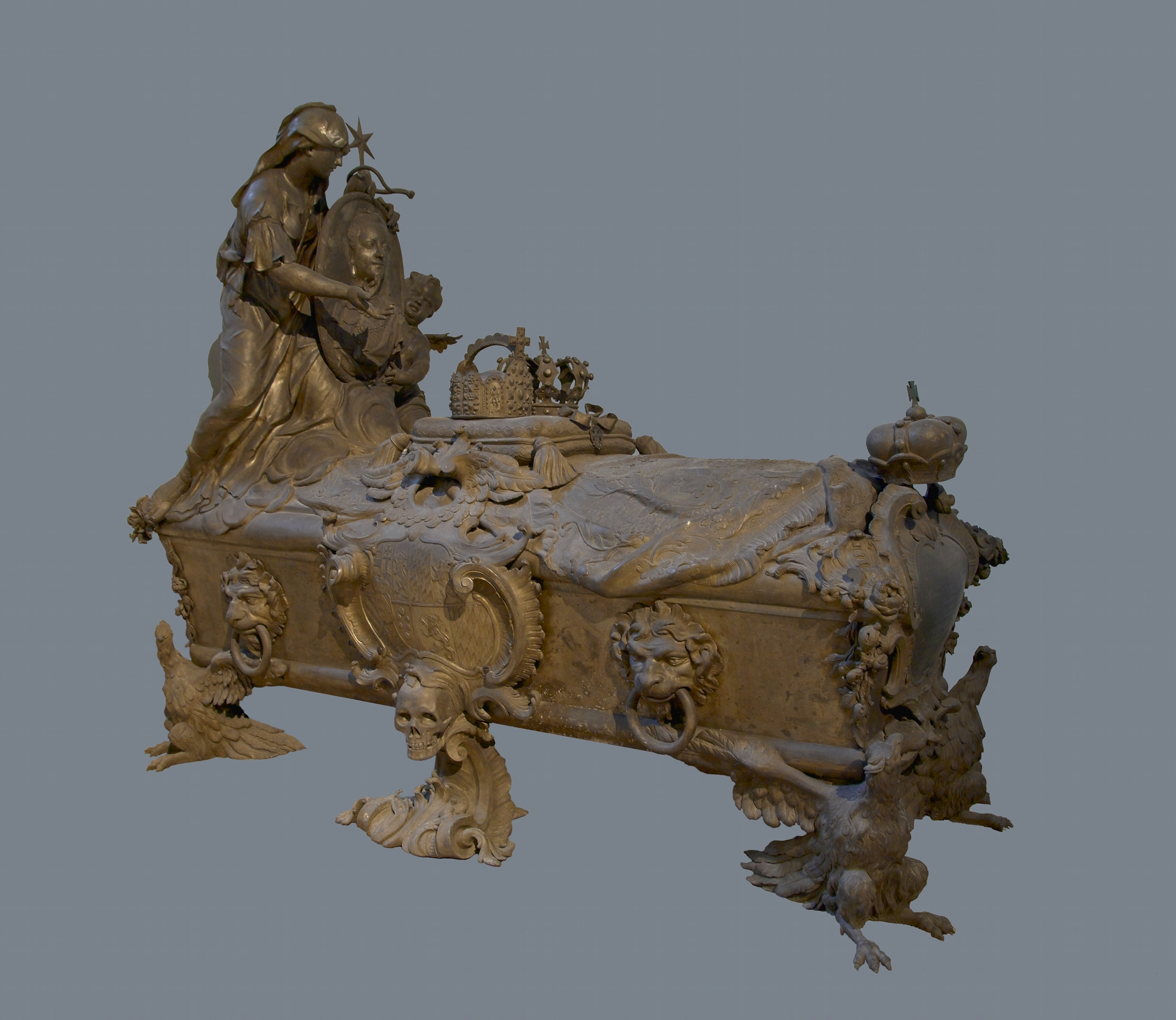
Саркофаг императрицы Марии Жозефы Баварской. Ок. 1767. Императорский склеп, Капуцинеркирхе, Вена
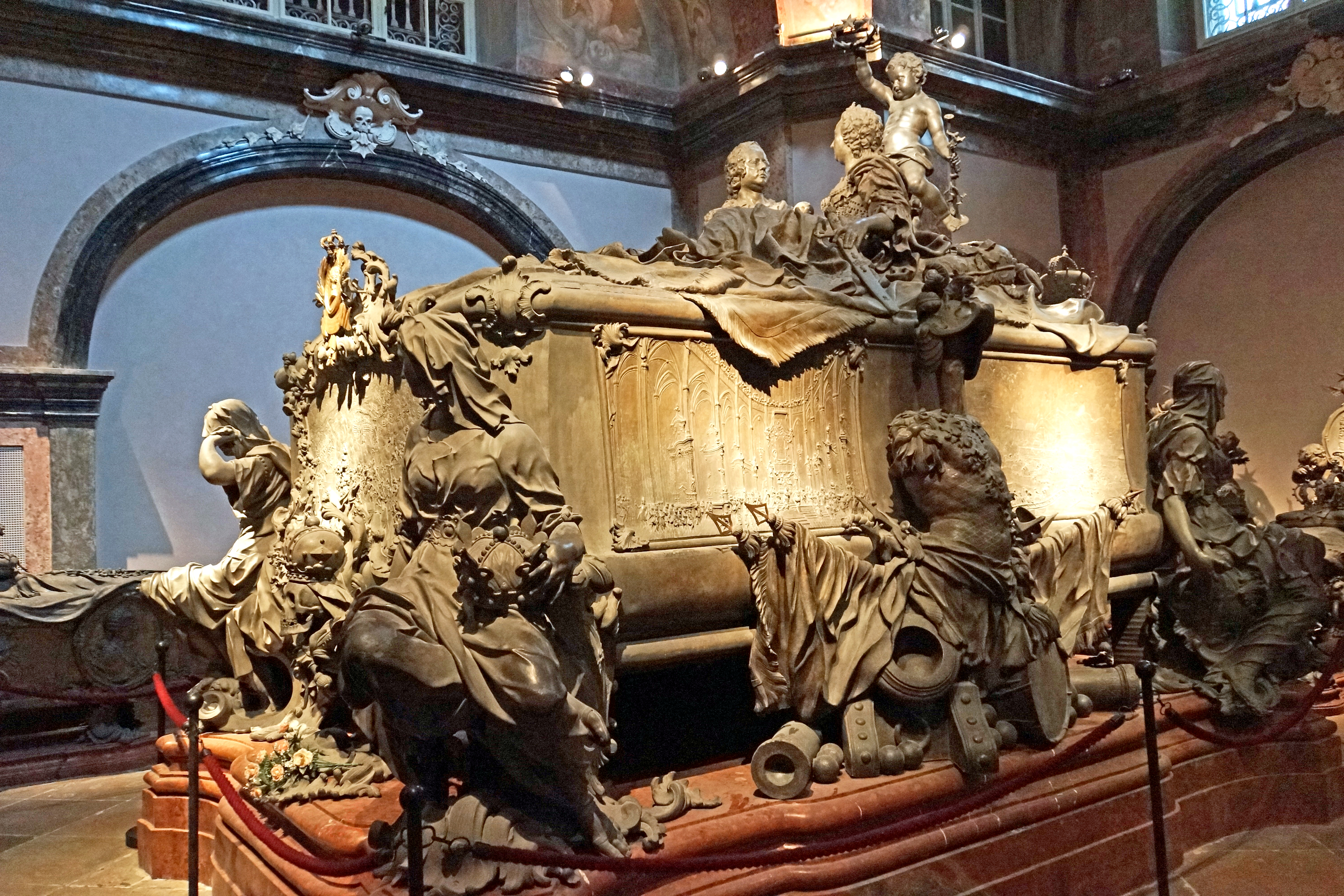
Саркофаг императрицы Марии Терезии и её мужа императора Франца I Стефана Лотарингского. Бронза. 1751—1772. Императорский склеп, Капуцинеркирхе, Вена
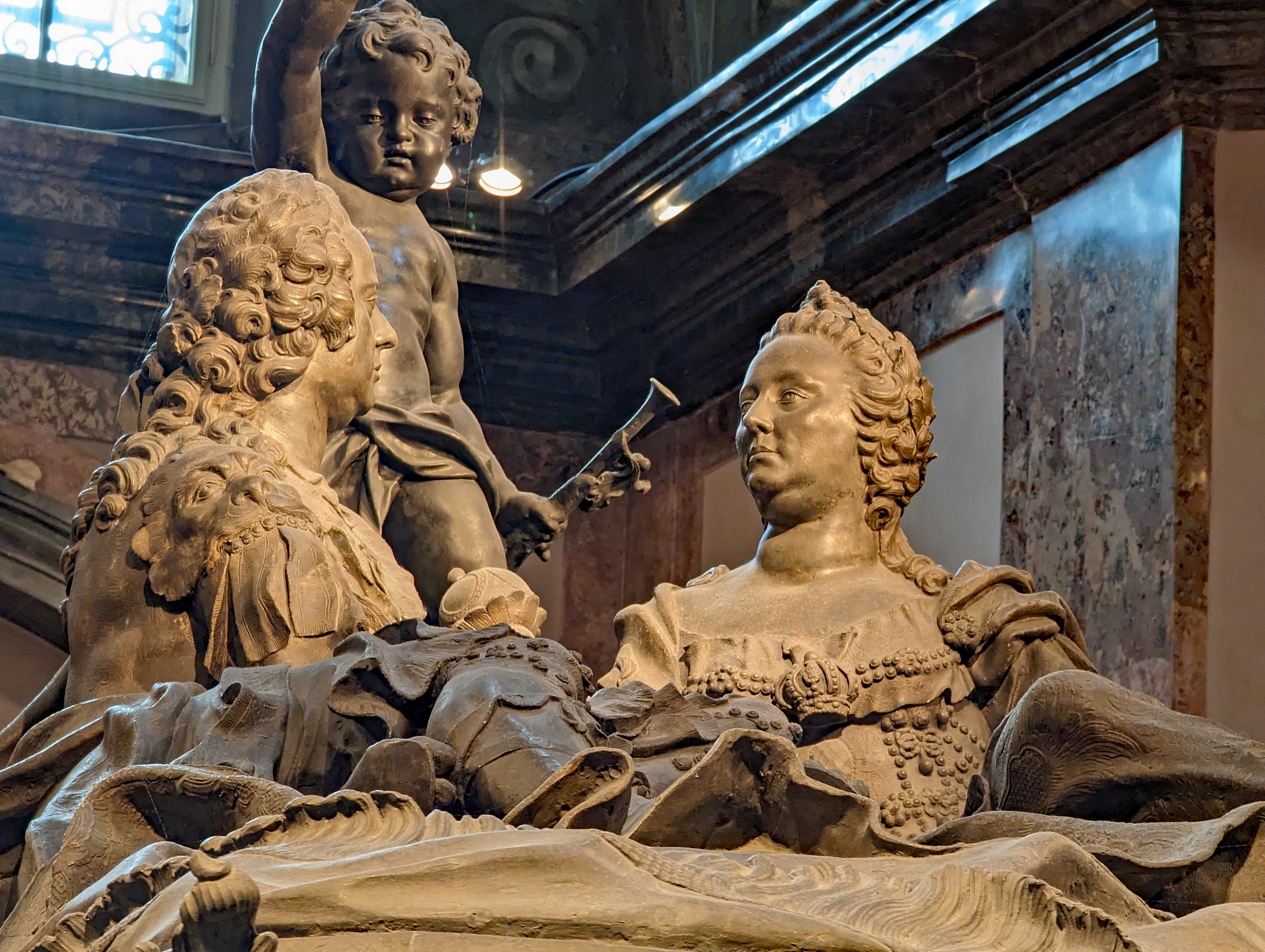
Скульптуры императора и императрицы. Деталь саркофага
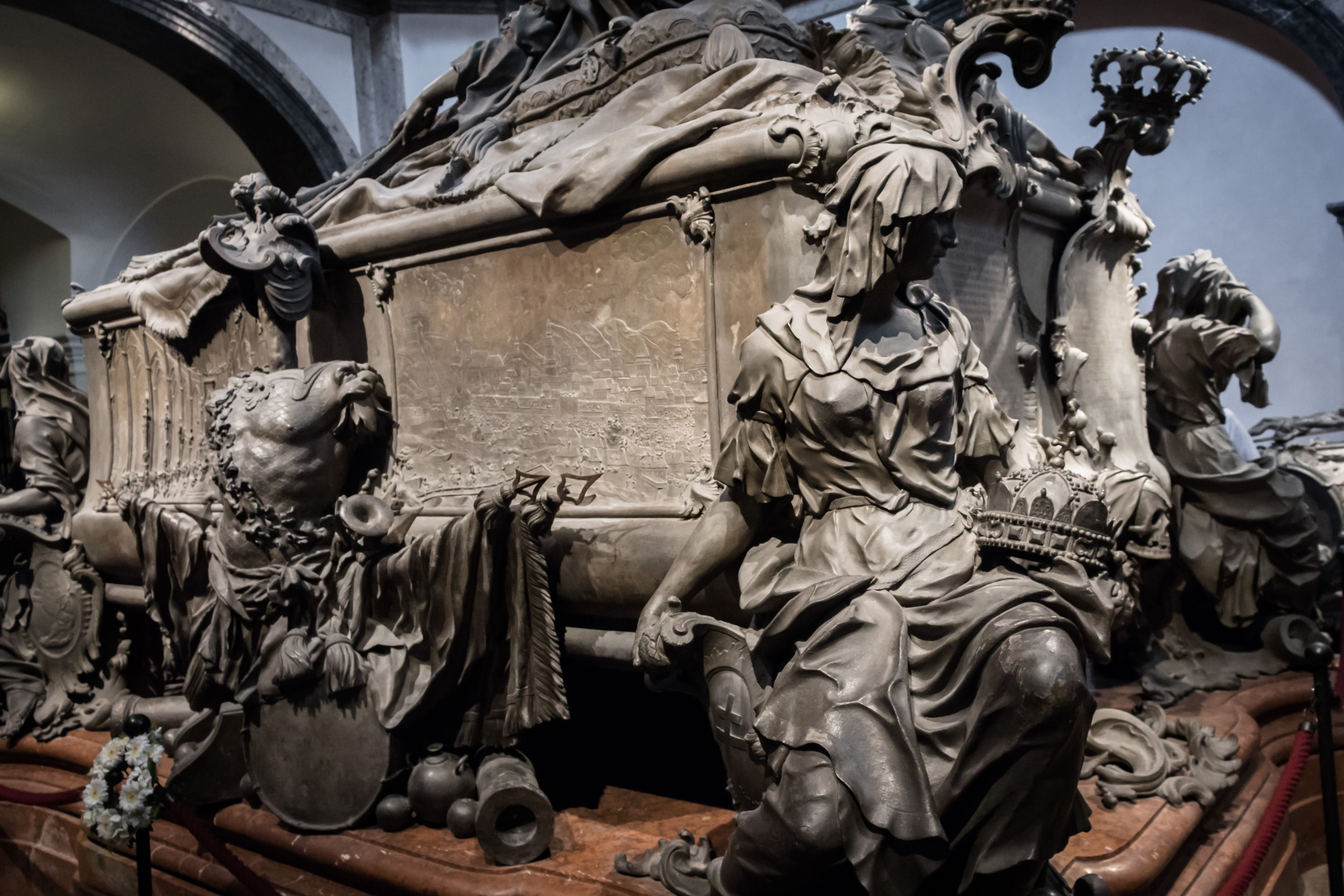
Деталь саркофага
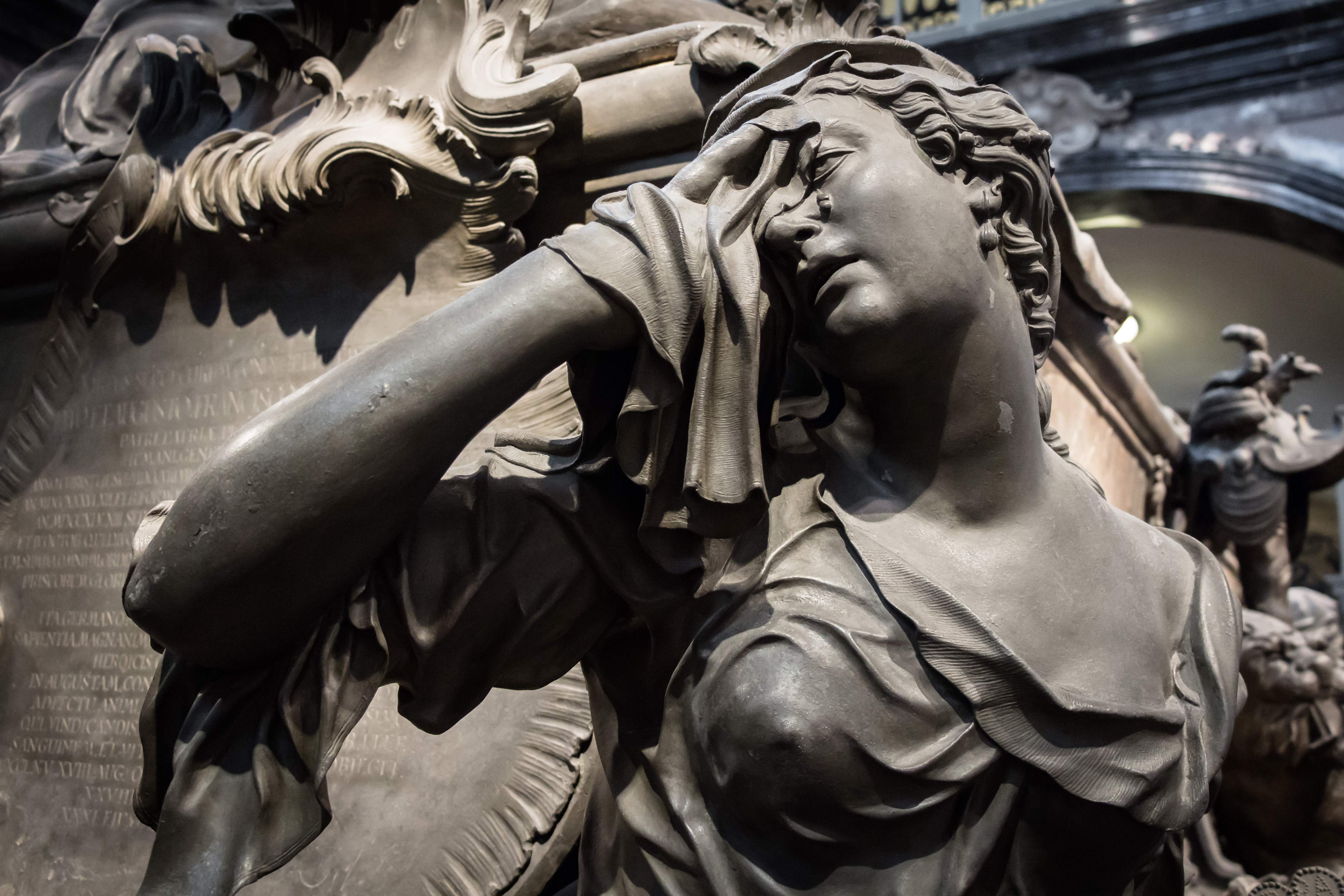
Деталь саркофага
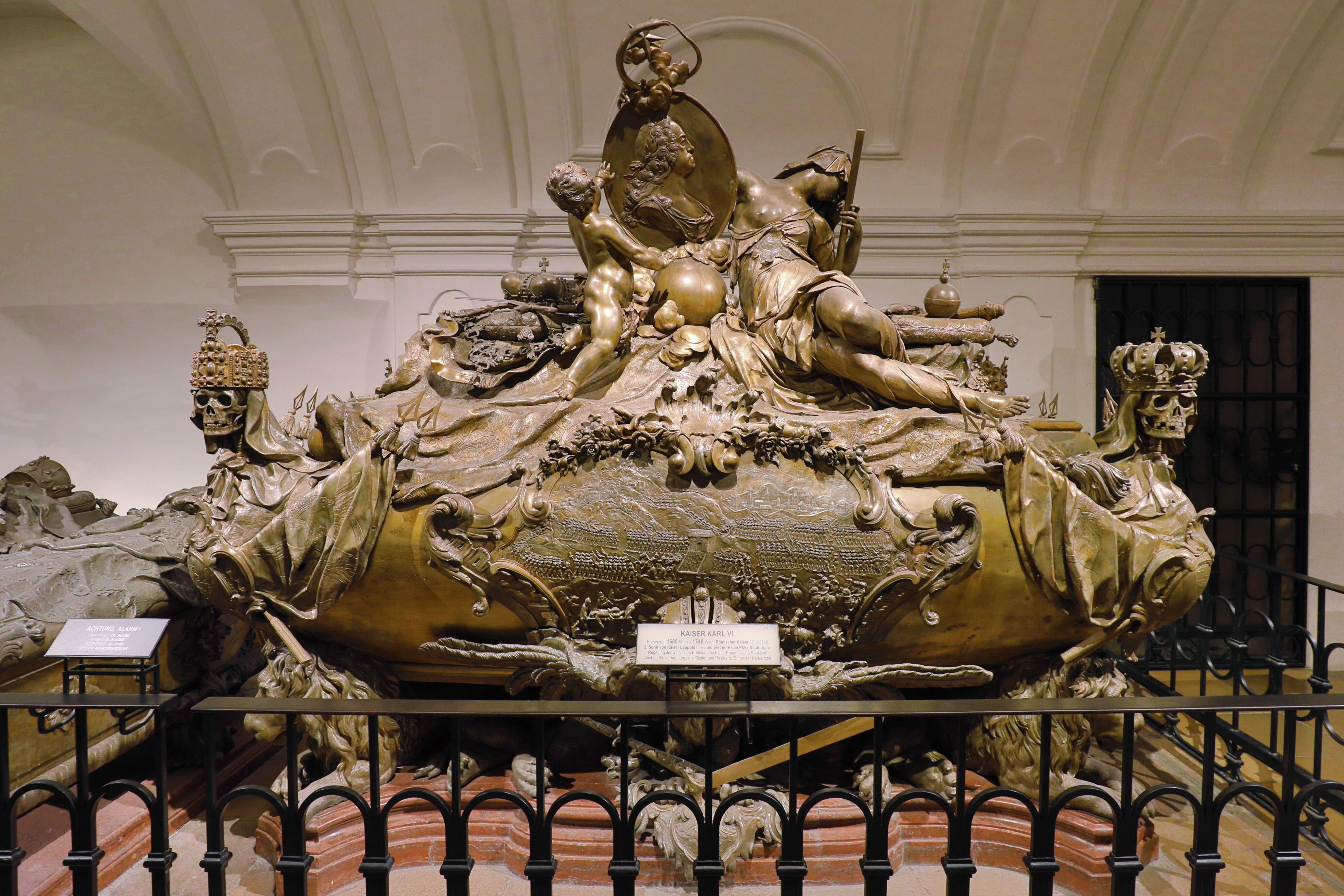
Саркофаг императора Карла VI. Императорский склеп, Капуцинеркирхе, Вена
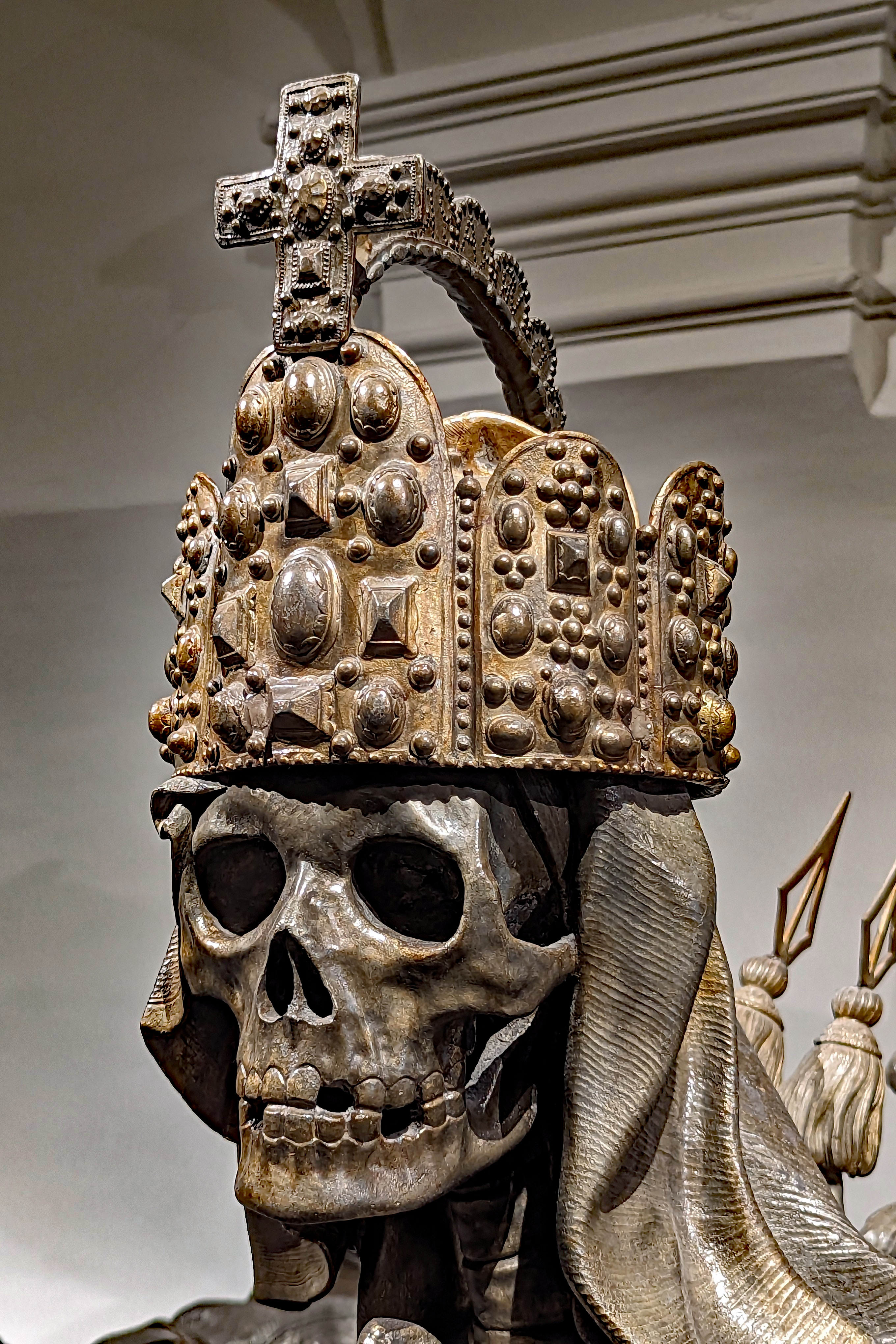
Саркофаг императора Kaрла VI. Деталь
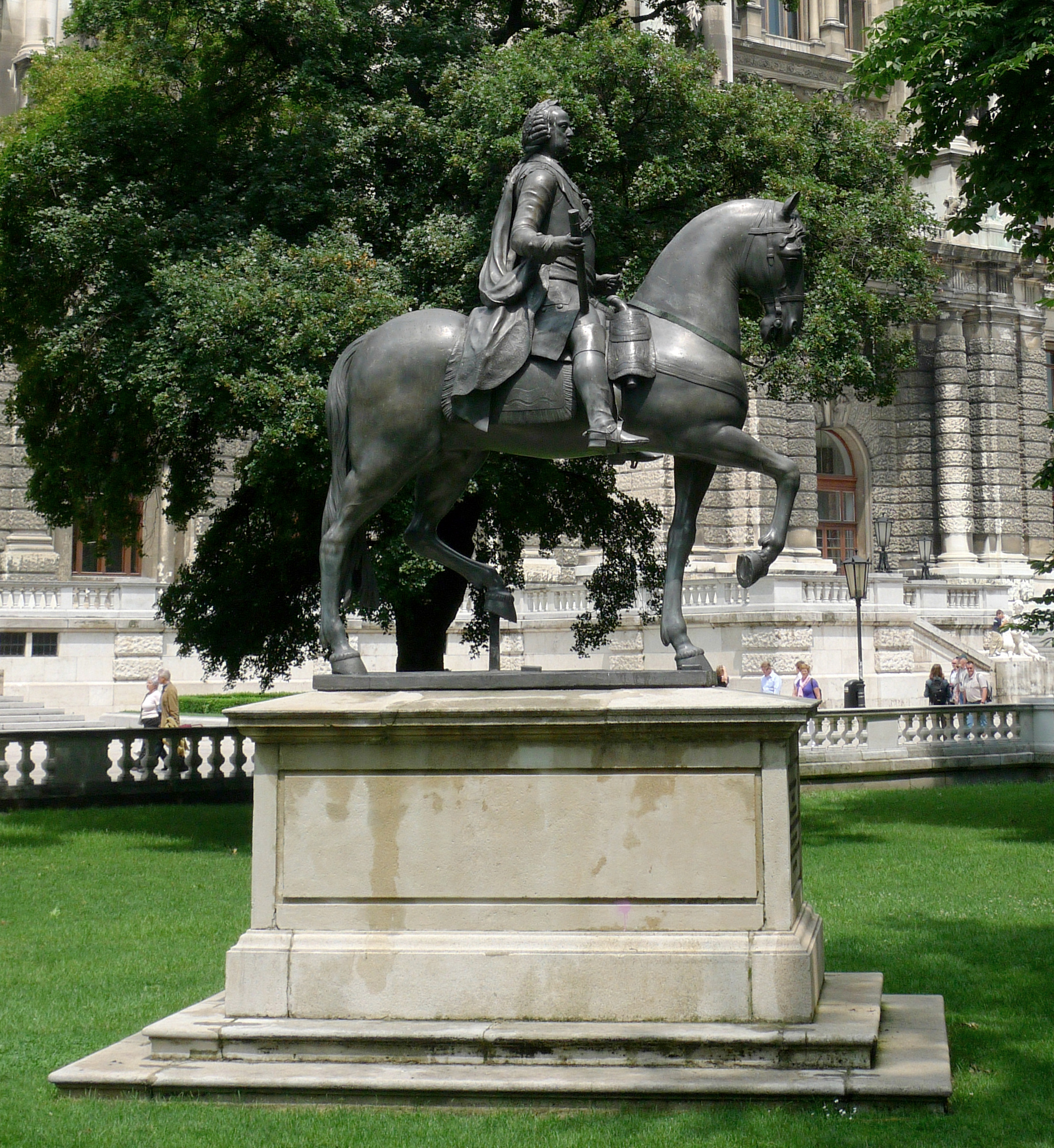
Конная статуя императора Франца I Стефана Лотарингского. Городской парк, Вена